# Juan José Armas Marcelo
Juan Jesús Armas Marcelo (Las Palmas de Gran Canària, 22 de juliol de 1946), conegut també com a Juan José Armas Marcelo o J.J. Armas Marcelo, és un escriptor i periodista espanyol.

## Biografia
Va cursar els seus estudis primaris i secundaris amb els jesuïtas. Es va llicenciar en 1968 en Filologia Clàssica per la Universitat Complutense de Madrid. Entre 1974 i 1977 va viatjar i va canviar repetidament de residència, fins que en 1978 es va traslladar a la capital espanyola, on es va instal·lar i va domiciliar les seves activitats editorials, literàries i periodístiques. Actualment viu entre Madrid i un poble de Sierra de Guadarrama.
Armas Marcelo va publicar els seus primers quaderns literaris Monólogos y scherzos pour Nathalie entre 1970 i 1972 en Inventarios Provisionales, col·lecció editada a Las Palmas a càrrec del poeta Eugenio Padorno. En 1974 edità la primera novel·la, El camaleón sobre la alfombra, que va guanyar el Premi Pérez Galdós a l'any següent. Des de llavors ha seguit conreant la narrativa, aconseguint altres guardons, com el Premi Internacional Plaza y Janés per Los dioses en si mismos (1989), novel·la que set anys més tard publicaria Alfaguara en versió definitiva, o el Ciutat de Torrevella La orden del tigre (2003).
Com a periodista ha col·laborat tant en ràdio i televisió com en la premsa escrita. Va ser comentarista cultural, des de 1990 fins a 1995, de Entre hoy y mañana, programa nocturn de notícies de Tele 5 dirigit per Luis Mariñas; va col·laborar després amb Jesús Hermida al programa de Antena 3 TV "Hermida i Cia.". Més tard va ser contertuli del programa El primer café, que va dirigir Antonio San José a Antena 3 TV i durant nou anys va ser tertulià fix de Protagonistas, de Luis del Olmo, a Onda Cero, així com col·laborador de Las tardes de Julia, presentat per Júlia Otero en la mateixa emissora de ràdio.
A Radio Nacional de España col·laborà amb el seu espai Inventarios Provisionales en el programa de cap de setmana de José Manuel Rodríguez;va ser tertulià i col·laborador fix de Las mañanas de Radio Nacional al programa d'Antonio Jiménez. Ha escrit en nombrosos mitjans d'Espanya i Amèrica Llatina, entre ells el setmanari Tiempo i la revista Letras Libres, manté les terceras a ABC de Madrid i una columna setmanal a Blanco y Negro Cultural.
Va ser director de la Tribuna Americana de la Casa de América de Madrid (des de juliol de 1997 a abril de 1998); va dirigir el programa Los libros de La 2 de RTVE i el seu Canal Internacional (setembre de 1998 fins a juny de 2002) i va ser tertulià fix de Los desayunos de Televisión Española, que dirigí Mariñas. Des d'abril a agost de 2002 es va emetre a TVE de Canàries la seva sèrie d'entrevistes Entre las islas.
Dirigeix la Càtedra Vargas Llosa de la Fundació Biblioteca Virtual Miguel de Cervantes. Ha prologat llibres de Paul Bowles, Giuseppe Tomasi di Lampedusa o Guillermo Cabrera Infante.

## Obres
- El camaleón sobre la alfombra, novel·la, Plaza y Janés, Barcelona, 1974
- Estado de coma, novel·la, Plaza y Janés, 1976
- Calima, novel·la, Sedmay, Madrid, 1978
- Las naves quemadas, novel·la, Argos Vergara, Barcelona, 1982 (Plaza y Janés, 1987)
- El árbol del bien y del mal, novel·la, Plaza y Janés, 1985 (Seix Barral, Barcelona, 1995)
- Los dioses de sí mismos, novel·la, Plaza y Janés, 1989 (Alfaguara, Madrid, 1996)
- Tirios, troyanos y contemporáneos, articles i assaigs literaris; Academia de la Historia de Venezuela, Caracas, 1987
- El otro archipiélago, assaig diàspora canària a América; 1988
- Vargas Llosa. El vicio de escribir, assaig; 1991 (Alfaguara, 2002)
- Madrid, Distrito Federal, novel·la, Seix Barral, Barcelona, 1994
- Propuesta para una literatura mestiza, assaig, 1994
- Los años que fuimos Marilyn, memòria personal dels dos primers decennis a l'Espanya democràtica; 1995
- Tal como somos, articles publicats al diari diario ABC; 1996
- Cuando éramos los mejores, novel·la, Temas de Hoy, Madrid, 1997
- Así en La Habana como en el cielo, novel·la, Alfaguara, Madrid, 1998
- Cuba en el corazón, assaig, 1998
- El niño de luto y el cocinero del Papa, novel·la, Alfaguara, 2001
- La Orden del Tigre, novel·la, Alfaguara, 2003
- Casi todas las mujeres, novel·la Plaza & Janés, 2004
- Al sur de la resurrección, novel·la, Plaza y Janés, 2006
- Celebración de la intemperie, articles publicats a ABCD Las Artes y las Letras; Plaza & Janés, 2008
- Mercedes Pinto: una sombra familiar, assaig, 2009
- La noche que Bolívar traicionó a Miranda, novel·la, Edhasa, Barcelona, 2011
- Réquiem habanero por Fidel, novel·la, Alfaguara, 2014

## Premis i reconeixements
- Premi Pérez Galdós de Novel·la 1975 per El camaleón sobre la alfombra
- Premi Internacional de Novel·la Plaza y Janés 1989 per Los dioses de sí mismos
- Premi Don Balón de Literatura Esportiva 1997
- Orde de Miranda (Veneçuela, 1998)
- Premi César González-Ruano de Periodisme per Relevo en el imperio del leopardo, publicat a ABC, 1998.
- Doctor Honoris Causa per la Universitat Llatina de Panamà, 2002
- Premi Internacional de Novel·la Ciutat de Torrevella 2003 per La orden del tigre
- Fill Predilecte de Las Palmas de Gran Canària, 2004
- Medalla d'Or de la Ciutat Blanca d'Arequipa, 2012
- En diciembre de 2012 gana el Premio ABC Cultural & Ámbito Cultural.
- Premi Francisco Umbral al Llibre de l'Any publicat en 2014, per Réquiem habanero por Fidel.